# American Wrestling Federation
A American Wrestling Federation (AWF) foi uma promoção nacional de wrestling profissional estadunidense, fundada em 1994 por Paul Alpersteirn.

## Títulos

### AWF Heavyweight Championship
| Campeões           | Data                   | Derrotou quem                         |
| ------------------ | ---------------------- | ------------------------------------- |
| Tito Santana (1)   | 29 de Novembro de 1994 | Bob Orton, Jr. na última eliminatória |
| Bob Orton, Jr. (1) | 5 de Outubro de 1996   | Tito Santana                          |
| Tito Santana (2)   | 5 de Outubro de 1996   | Bob orton, Jr.                        |

### AWF Tag Team Championship
| Campeões                   | Data               | Derrotou quem                                    |
| -------------------------- | ------------------ | ------------------------------------------------ |
| Tommy Rec e Greg Valentine | 21 de Maio de 1995 | Koko B. Ware e Tony Atlas na última eliminatória |